# Bałwan (miejscowość)
Bałwan (bułg. Балван) – wieś w Bułgarii, w obwodzie Wielkie Tyrnowo, w gminie Wielkie Tyrnowo. W 2024 roku liczyła 624 mieszkańców.

## Osoby związane z miejscowością

### Urodzeni
- Lilija Diczewa (1928–2018) – bułgarska artystka, malarka
- Christo Jordanow (1911–1995) – bułgarski anarchista, więzień polityczny i więzień niemieckich obozów koncentracyjnych, redaktor honorowy gazety „Swobodna Misył”
- Neni Nenowski – bułgarski prawnik i naukowiec, członek Trybunału Konstytucyjnego Republiki Bułgarii (1991–1994)